# Baragur, Channarayapatna
Baragur là một làng thuộc tehsil Channarayapatna, huyện Hassan, bang Karnataka, Ấn Độ.